# 梶原しげるの本気でDONDON
梶原しげるの本気でDONDON（かじわらしげるのほんきでどんどん、1991年12月までは「梶原茂の本気でDONDON」）は文化放送で1988年4月11日 - 2000年3月31日に放送したラジオ番組。放送時間は月 - 金曜 11:00 - 13:00。文化放送の報道部が制作した。

## 概要
スタッフがその日の朝に決めた、ニュース性の強いテーマについて、2時間かけて広く深く、多角的に掘り下げていく番組。「ニュースの向こうに何かがみえる 我らニュースの探検隊」をキャッチフレーズに、身近なニュースから世間を揺るがす大事件まで、ニュースの疑問に体当たりする番組構成だった。また、当日発生した事件や事故をテーマに取り上げることもあり、速報性という面でも非常に強かった。
さらに、構成と探検隊長の梶原しげるの巧みなトークによる、独特のスピード感を持った聴きやすさ。探検隊員と呼ばれるスタッフたちが、スタジオのトーク中でも、サイレンつきキーホルダーの音（この音を繰り返す）を鳴らして飛び込んでくるスタイルや、梶原自身による生電話インタビューの多用など、種々の工夫がちりばめられていた。事件の関係者や、時には当事者が電話で生出演することも多々あり、ラジオならではの機動性が生かされていた。
本番組では、そのニュースの当事者や近い人物に素朴な疑問を振って解き明かすことを「NEWSING」（ニューズィング）、日替わりのコメンテーターやゲストキャスターを「ニューズィング・パーソン」とそれぞれ称していた（後述）。
こうした工夫により、ワンテーマを2時間にわたって広く深く掘り下げる番組が番組として成立したという意味で、日本の報道史上、特筆すべき番組といえよう。ただし、大きなニュースがあった場合を除いて、第一木曜日は弁護士の遠藤誠による「愛と誠の人生相談」をレギュラー企画として放送した。
当番組開始以前、月 - 金曜の11時台は『陳平のトクする11時』（1981年4月6日 - 1982年10月1日）、『小倉智昭のとことん気になる11時』（1984年4月2日 - 1987年4月3日）と報道部主体のワイド番組が編成されており、その形式を発展させた生ワイドだった。
音楽は当時、既に懐かしい存在だったフルバンドジャズを多用していた。

### タイトル
番組開始当時の文化放送は、『DONDON』に続けて、『吉田照美のやる気MANMAN!』（13:00 - 15:00）、『いう気リンリン 那智チャコワイド』（15:00 - 17:00）を放送していた。つまり、当時の文化放送は11:00 - 17:00まで、「○○気」、および「DONDON」「MANMAN」「リンリン」という繰り返し語をタイトルに付けた、3つのワイド番組を連ねていたことになる。ちなみに『やるMAN』は『DONDON』よりも1年先に放送を開始している。
なお、「繰り返し語」「気が付く」については、以上の3番組のほかに『えのきどいちろう意気揚々』『野村邦丸の気分はZUNZUN!』（『那智チャコワイド』の二代後の番組）があり、『DONDON』『やるMAN』を含めた繰り返し語、「気」付き4番組が、平日8:30 - 17:50に並ぶ時期（1999年4月 - 2000年3月）も存在した。

## パーソナリティ
- 梶原しげる（1991年12月までは梶原茂[1]、文化放送アナウンサー → フリーアナウンサー）

## アシスタント
- 古森章斗（1988年4月 - 9月）
- 山口理美（1988年10月 - 1992年10月）
- 伊藤佳子（文化放送アナウンサー(当時)。1992年10月 - 2000年3月）
- 根岸理子（伊藤の産休中に担当）
- 鈴木純子（文化放送アナウンサー。根岸同様、伊藤の産休中に担当）

## 主なニューズィング・パーソン
他の番組で「コメンテーター」と称される出演者を、このように呼んでいた。
- 月曜 - 早坂茂三（評論家）→胡桃沢耕史（作家）→デーブ・スペクター→立川談四楼→木村晋介（弁護士）→三本和彦→田中康夫（のちの長野県知事）→酒井ゆきえ（元・フジテレビアナウンサー）
- 火曜 - 木村晋介→堀紘一→ケント・ギルバート→鳥越俊太郎→辛淑玉
- 水曜 - 深野義和→胡桃沢耕史→井崎脩五郎（競馬評論家）
- 木曜 - 堀紘一→桂三枝（現・六代目桂文枝）→辻元清美（放送当時は、ピースボートジャパン代表）→遠藤誠（弁護士）→山内美郷（女優・エッセイスト）
- 金曜 - 永倉万治（作家）→デーブ・スペクター→石井苗子→若林正人（タレント、ニュースステーション夜桜中継にも出演）

## 探検隊員
他の番組で「リポーター」と称している出演者や、制作・技術スタッフをこの様に呼んでいた。当番組はディレクター、放送作家が頻繁に登場した。このうち、主に中継先で、リポートやインタビューを担当する者については梶原が愛称を付けて、スタジオからの呼び掛けに応じて登場する際には、愛称にちなんだテーマ ミュージックが流れた。
※担当当時は全員、文化放送アナウンサー。
- ジャーナリスト敏（ = びん、びんちゃん）（鈴木敏夫〔現在は報道スポーツ センター解説委員〕）
- シャンソン飯塚（飯塚治〔現在はフリーアナウンサー〕）
- すらっと純子（鈴木純子）
- マドンナ永野（永野景子〔現在は報道スポーツ センター記者〕）
- エンジェル藤木（藤木千穂〔現在は編成局編成部〕）
- マリリン真紀（石川真紀〔2022年3月に退社〕）
- 松島一直線（松島茂〔アナウンサーとして在職中の2020年2月に死去〕[3]）
- ニュースキャスター上野（上野智広〔現在はフリーアナウンサー〕）
- ジェット北川（北川義隆〔現在はスポーツジャーナリスト、スポーツライター〕）
- オリーブ伝井（傳井靖〔記者として、NHKに移籍〕）
- デイリー山崎（本名未詳）

## 番組の進行
オープニングで、ニューズィング・パーソン（コメンテーター）を紹介し、しばらくフリートークした後、『ニュースの向こうに何かがみえる! 我らニュースの探検隊! まず最初のコーナーは「NEWSING DONDON」』というキャッチフレーズを宣言して、番組が始まる。アシスタントが提供スポンサー名を述べた後、CMを挟んで、テーマ発表。同時に、番組がテーマにちなんだ、様々な疑問を「疑問その1」から、3つほど列挙する。一部コーナーを挟みながら、テーマに関するトークを始める。
12時台初めに、ストレートニュースを内包しており（「主なタイムテーブル」参照）、この部分のみ、NRN加盟局の一部にネットしていた。ネット時間は局によって異なる。現在、高知放送と宮崎放送がネットしていた時期があることが判明している。
なお、当番組の前に放送していた『えのきどいちろう意気揚々』の放送中の10時40分頃、探検隊がスタジオに飛び込んでくるのと同じスタイルで、サイレンの音を鳴らしながら、梶原が出演し（その時、えのきどと梶原の両者が「ああ、どうもどうもどうもどうも」という挨拶から話を始めるのが「お約束」になっていた）、今日のテーマについて話をして、FAX募集の告知を行っていた。なお、臨時ニュースが飛び込み、『本気でDONDON』のテーマに設定するときは「お約束」は無く、梶原がニュースの経過を報告し、『本気でDONDON』でも伝える旨を予告することが多かった。

## エピソード
- サイレンつきキーホルダー（前出）は音の出るボタンが小さく、複数並んでいたのでボタンを押し間違えて最初に違う音（機関銃の連射など）を出してしまう隊員がいた。
- オウム真理教が問題になる前から独自の調査を定期的に行なっていた為、教祖の麻原彰晃逮捕後は当時、番組に関わっていたスタッフや記者らが法廷に参考人として出廷。証言を行った。
- 1993年12月15日、日野OL不倫放火殺人事件をいち早く事件として取り上げたが、この時は「火災現場周辺の違法駐車の為、消防車が近づけずに延焼が広がり、焼死者を出したこと」がテーマだった。事件の概要が明らかになったのは犯人が逮捕されてからである。
- 番組10周年を記念して、後述の番組本を発刊する際は梶原が『吉田照美のやる気MANMAN!』にゲスト出演（伊藤も途中からトークに参加した）。梶原は「最近、TBSのアクセス（『BATTLE TALK RADIO アクセス』）っていう夜の番組で、本気でDONDONと似たような企画やってるね」と発言して、『アクセス』をライバル視するまではいかないものの気にしていたことを明かした。『アクセス』のメインはバトルトークであり、当番組は広く深い調査を主旨とする番組で硬派の番組同士という以外の接点はない。当番組はこの2年後に終了したが『アクセス』は出演者の交代を重ねながら、2010年4月まで継続した。

## 番組終了後の動き
梶原が全日制の大学院で心理学を学ぶことになり、スケジュールの都合で当番組は終了した。最終回のエンディングでは梶原がスタッフ全員の名前を読み上げた。
後枠は編成を刷新して『陳平&寺ちゃんのハッピートゥモロー』となり、放送時間も10:00 - 13:00の3時間となった。寺島尚正（文化放送アナウンサー(当時)）が後に『寺ちゃんの飛び出せ!ハッピータウン』で同番組に内包する形で独立。それに伴い、野末陳平のパートナーが寺島から藤木千穂（文化放送アナウンサー(当時)）に変更した。
梶原は当番組の終了後、平日帯 朝ワイド番組『チャレンジ! 梶原放送局』のパーソナリティを務めた。梶原は同番組の開始に伴い、平日昼から平日朝に移行したがTBSラジオとニッポン放送の朝ワイド番組に苦戦。番組は短命に終わった。番組終了後、当番組と同じ趣旨の企画をインターネットで続行したが、こちらは間もなく終了した。
2006年11月9日の『くにまるワイド ごぜんさま〜』で木曜レギュラーコメンティストの重松清が急遽 欠席したため、「プチ」本気でDONDONを放送。リスナーからの素朴な疑問がメール、FAXで次々と寄せられ、概ね好評だった。番組内で、当時の探検隊 呼び出し音が復活した。
これを受けて、同番組では2007年2月19日から2月23日までの1週間、「野村邦丸の何気にDONDON」という形で復活。ゲスト コメンティストには梶原を出演させるという念の入れ様だった。
『ごぜんさま〜』ではこの後、2007年4月、6月のスペシャルウィークでも「野村邦丸の○○でDONDON」と（○○にはテーマが入る）称して特集した。
『竹内靖夫の電リク・ハローパーティー』で、パーソナリティの竹内靖夫と石川真紀（いずれも文化放送アナウンサー(当時)）が「是非、復活して欲しい番組だ」と発言しており、文化放送の社内では根強い人気が未だにある模様。
当番組との関連性はないが2009年のA&Gの番組で、桃井はるこが「繰り返し語」をヒントにレギュラー番組のタイトルに用いていた。
2012年には『文化放送2012 本気でLON!DON!』と銘打った、ロンドンオリンピック関連のホームページを開設。同タイトルを番組タイトルとして、現地からのリポートを交えて放送した。
2020年9月28日より、平日帯 夕方ワイド番組『斉藤一美 ニュースワイドSAKIDORI!』の番組リニューアルに伴い、当番組で使用していた取材記者を指す「探検隊員」の名称と電子銃の効果音を第1週のみ復活した。
2022年4月1日、文化放送 開局70周年ウィークの一環として、復活特番を放送した。放送時間は同日 15:30 - 17:45。梶原、伊藤、井崎がパーソナリティを務めた。

## 特別編成
毎年9月1日の防災の日は全国38局ネットで、「防災の日スペシャル」を放送していた（この番組終了後の「防災の日スペシャル」は文化放送の平日帯ワイド番組を担当しているアナウンサーが引き続き担当していたが、2004年以降は太田英明が毎年担当している）。また、「防災の日スペシャル」以外にも不定期で、全国ネットの単発番組。もしくは『キユーピー・メロディホリデー』のため、放送が休止となっていた。
サッカー日本代表の試合の中継の影響で、12時からの放送開始となった時はテーマを、サッカー関連にしたことがあった。
1991年 - 1992年頃、文化放送が祝日編成「10days（7days）スイング・ホリデー」を実施した際は比較的、柔らかめの特集を多く組んでいた。

## 主なタイムテーブル
- 11:00 - オープニング、今日のコメンテーター紹介
- 11:05 - NEWSING DONDON（東京ワンタン本舗他）
- 11:20 - 東急ストア ママ大学 DONDONリクエスト（東急ストア加盟協賛各社）
- 11:35 - ニュースの疑問に体当たり 本気でアタック!!（PT）
- 11:45 - DONDON追跡隊
- 11:55 - 交通情報
- 12:01 - NEWS NOW（東京電力）
- 12:10 - 天気予報（月・水・金曜：内外薬品（現・富山めぐみ製薬））（火・木曜：浅草のれん会、ソーイングハウス）
- 12:13 - DONDON歌謡曲（アポロン音楽産業）
- 12:15 - もっと知りたいニュースの裏側 行け行けDONDON
- 12:30 - キテミテDONDON
- 12:45 - DONDONレーダー 埼玉情報（くらづくり本舗）→ 千葉情報 → 神奈川・伊豆情報
  - 交通情報コーナー。BGMは他番組と違い、CASIOPEAの『Frou Frou』を使用。
- 12:52 - あっと言わせる 素朴な疑問大賞（リスナーから寄せられた「言われてみれば、確かに疑問に感じること」を紹介。探検隊員たちが簡単な回答を行い、最も秀逸な疑問、質問を表彰。大賞を紹介する際のファンファーレは『ぶっつけワイド』（東海ラジオ）でも使用されていた）
- 12:57 - エンディング

## 関連書籍
『梶原しげるの本気でDONDON-われらニュースの探検隊-』
文化放送編　メディアファクトリー発行　1998年 ISBN 4-889-91664-4